# Péta Tauhavili
Péta Tauhavili (né le 14 décembre 1961 à Wallis à Wallis-et-Futuna) est un athlète français, spécialiste du lancer du javelot, vainqueur des championnats de France 1982.

## Biographie

### Palmarès
- Championnats de France d'athlétisme :
  - vainqueur du lancer du javelot en 1982.

### Records
| Épreuve           | Performance | Lieu | Date |
| ----------------- | ----------- | ---- | ---- |
| Lancer du javelot | 80,76 m     |      | 1982 |